# Korea Północna na Zimowych Igrzyskach Olimpijskich 2010
Koreę Północną na Zimowych Igrzyskach Olimpijskich 2010 reprezentowało dwóch zawodników.

## Łyżwiarstwo szybkie
- Ko Hyon-suk
  - bieg na 500 m kobiet – czas: 38,893s (strata +0.65); 15 miejsce (na 36 zawodniczek)
  - bieg na 1000 m kobiet – czas: 1:17,63 (strata +1.07); 13 miejsce (na 36 zawodniczek)

## Łyżwiarstwo figurowe
- Ri Song-chol
  - soliści – program krótki: 56,60 pkt.; 25 miejsce (na 30 zawodników) (nie zakwalifikował się do programu dowolnego)